# Дхамтари
Дхамтари (англ. Dhamtari, хинди धमतरी) — город и муниципалитет в центральной части индийского штата Чхаттисгарх. Административный центр округа Дхамтари.

## География
Расположен примерно в 65 км к югу от административного центра штата, города Райпур, на высоте 316 м над уровнем моря.

## Население
Население города по данным переписи 2001 года составляло 82 099 человек, из них 41 241 мужчина и 40 858 женщин. 11 290 человек было в возрасте младше 6 лет, из них 5871 мальчик и 5419 девочек. Уровень грамотности населения составлял 69,1 %.

## Экономика и транспорт
Большая часть населения города зянята в лесной промышленности, переработке с/х продукции и химической промышленности. В округе Дхамтари имеются месторождения руд на свинец.
Дхамтари связан с Райпуром узкоколейной железной дорогой.